# Marin I de Gaeta
Marin I a fost hypatus de Gaeta din anul 839 până când dispare brusc din consemnări în anul 866. Datorită acestei dispariții, s-a tras concluzia că ar fi fost depus prin mijloace violente de către succesorul său, Docibilis I. S-a sugerat că un prefect bizantin pe nume Kampulus i-ar fi fost fiu.